# Jupiter Charków
Jupiter Charków (ukr. «Юпітер» Харків) – ukraiński klub hokejowy z siedzibą w Charkowie. 

## Historia
W pierwszych mistrzostwach Ukrainy występował w Wyższej Lidze.
Później został rozwiązany.

## Sukcesy
- Brązowy medal mistrzostw Ukrainy: 1993